# Haemulon parra
Haemulon parra é uma espécie de peixe recifal da família Haemulidae (a família dos roncadores)e do gênero Haemulon.  

## Distribuição
É encontrado na parte oeste do Oceano Atlântico, do sul da Flórida ao sul do Brasil, sendo parte da fauna diversas ilhas caribenhas.

## Biologia
É um peixe oceanódromo encontrado em arrecifes.  Os adultos tem em média 30 centímetros de comprimento, podendo chegar até 42.
Alimenta-se de pequenos peixes e de moluscos.
É ovíparo.

## Nomes
É conhecido no Brasil sob os nomes comuns de macassa, biquara, cocoroca, cambuba, xira-branca e pirambu, entre outros.

## Taxonomia
O táxon foi descrito oficialmente em 1823 por Anselme Gaëtan Desmarest como Diabasis parra em Première Décade Ichthyologique, ou, Description complète de dix espèces de poissons nouvelles, ou imparfaitement connues, habitant la mer qui baigne les côtes de l'ile de Cuba. 